# رينان باراو
رينان باراو (مواليد 31 يناير 1987)  هو لاعب فنون قتال مختلطة برازيلي ولد في مدينة ناتال.

## وصلات خارجية
- رينان باراو على موقع يو إف سي (الإنجليزية)
- رينان باراو على موقع شيردوغ (الإنجليزية)
- رينان باراو على موقع Tapology.com (الإنجليزية)